# Ecem Çalhan
Ecem Çalhan (* 19. Januar 1996 in Izmir) ist eine türkische Schauspielerin.

## Leben und Karriere
Ecem Çalhan wurde am 19. Januar 1996 in Izmir geboren. Sie studierte an der Süleyman Demirel Üniversitesi. Von 2019 bis 2021 spielte sie in der Fernsehserie Kuzey Yıldızı die Hauptrolle. Anschließend trat Çalhan 2021 in Evlilik Hakkında Her Şey auf. Außerdem wurde sie 2022 für die Serie Tozluyaka gecastet.
2023 war sie in der Serie Yüz Yıllık Mucize zu sehen. Im selben Jahr wird Çalhan in dem Film Meksika Açmazı die Hauptrolle spielen.

## Filmografie
Serien
- 2019–2021: Kuzey Yıldızı
- 2021: Evlilik Hakkında Her Şey
- 2022: Tozluyaka
- 2023: Yüz Yıllık Mucize